# Andreia Dias
Andreia Dias (São Paulo ou Santos, 2 de março de 1973) é uma cantora e compositora brasileira.

## Carreira
Aos 17 anos de idade, fugiu de casa porque os pais, evangélicos, reprimiam sua atitude de sair de casa à noite para frequentar shows de rock.
Formou-se em canto popular na Universidade Livre de Música Tom Jobim, em 1994. Fez parte da primeira formação do grupo Farofa Carioca.
Em 2001, fundou a banda DonaZica juntamente com Iara Rennó e Anelis Assumpção. Com a banda, participou da gravação do álbum Composição, e na sequência Filme Brasileiro (2005). 
Também integrou, a partir de 2003, a Banda Glória. Pela banda, gravou dois álbuns, Passarinho (2005) e Banda Glória convida Cristina Buarque (2008).
Em 2008, gravou o seu primeiro disco solo, Vol. 1, com a participação de músicos da Banda Glória, entre eles o baterista Guilherme Kastrup, que assinou a produção. O álbum iniciou o que Andreia chamou de "Trilogia da minha cabeça".
Em 2010, foi lançado o Vol. 2, produzido por Ricardo Prado e lançado pela gravadora Scubidu Records, que contou com participação de Iara Rennó na música "Cadência" e de Luque Barros em "Nós Dois".
Gravou com Zeca Baleiro em 2012, participando da faixa "Meu amigo Enock", no CD O disco do ano.
Resultado de uma viagem feita por dez capitais brasileiras, em 2013 lança o álbum Pelos Trópicos.
Em 2015, lança Prisioneira do Amor, álbum que resgata 10 músicas lançadas por Rita Lee no início dos anos 70.
Em 2017, passa a cantar na banda de Tom Zé, quando participou dos vocais do álbum Sem Você Não A, e cantou no projeto estudando Tom Zé no Sesc Pinheiros. 
Em 2019, completa a trilogia de discos da série TPMramental com o lançamento de Vol. 3, que traz composições da própria Andréia, além de um poema de Mário Quintana que ela musicou.
Em 2022, gravou vocais no álbum Língua Brasileira, de Tom Zé.

## Discografia

### DonaZica
- Composição (2003)
- Filme Brasileiro (2005)

### Banda Glória
- Passarinho (2005)
- Banda Glória convida Cristina Buarque (2008)

### Tom Zé
- Sem Você Não A (2017)

- Língua Brasileira (2022)

### Solo
- Vol.1 (2008)
- Vol.2 (2010)
- Pelos Trópicos (2013)
- Prisioneira do Amor (2015)
- Vol.3 (2019)